# Konkursklausul
En konkursklausul är vanligt förekommande i bland annat köp- och leasingavtal och innebär att vid konkurs hos endera parten är ingen av parterna skyldig att stå fast vid avtalet. Dess giltighet enligt svensk lag har dock diskuterats och rättsläget i Sverige avseende denna typ av klausul betraktas som oklart.